# Wapen van Rio de Janeiro (staat)
Het wapen van Rio de Janeiro werd op 7 februari 1963 aangenomen als het wapen van de Braziliaanse staat Rio de Janeiro.

## Symboliek
Het wapen kent verschillende symbolen. Het wapen wordt niet besproken per schildstuk (bovenste of onderste deel), maar per kleur. Dit komt deels doordat de adelaar over de twee schilddelen is geplaatst.
De vorm van het schild
De ovale vorm van het schild verwijst naar het christendom. Het schild is verdeeld in twee velden en omgeven door een gouden rand.
Blauwe kleur
Het blauw aan de bovenzijde staat symbool voor de lucht, recht, waarheid en loyaliteit. Het blauw aan de onderzijde symboliseert de zee en met het groen erbij ook de stranden.
Roodbruin
Het roodbruine gebied stelt een bergrug in het Nationaal park Serra dos Órgãos voor. In dit geval staande Dedo de Deus en de Soberbo op het wapen afgebeeld. 
Groen
Het groen staat voor de laaglanden binnen de staat.
Adelaar
Is over alles heen geplaatst. De adelaar houdt de vleugels gespreid alsof hij vliegt, in deze pose symboliseert de adelaar een krachtige, eerlijke en rechtvaardige overheid. Hij staat tevens symbool voor het verspreiden van de boodschap van hoop en vertrouwen naar alle hoeken van de staat Rio de Janeiro.
De adelaar staat tevens op een rond schild met daarin een zilveren dwarsbalk en losse binnenzoom over een blauwe ondergrond. Op de dwarsbalk de tekst 9 de abril de 1892 (Nederlands): 9 april 1892) ter herinnering aan de eerste grondwet van de staat Rio de Janeiro. In de schildzoom de tekst Recte Rempublican Gerere. In het schildhoofd een zilveren vijfpuntige ster, deze staat voor de hoofdstad van de staat.
Takken
Aan de heraldisch rechterzijde een rietstengel (suikerriet) en aan de linkerzijde een vruchtdragende koffietak. Beide zijn zeer belangrijke agrarische producten voor de staat en voor Brazilië als geheel. De takken zijn vastgebonden middels een lint met daarop de Portugese tekst: Estado do Rio de Janeiro. In het Nederlands: Staat van Rio de Janeiro.

## Geschiedenis
Het eerste wapen van Rio de Janeiro was het wapen van het Keizerrijk Brazilië. Nadat Brazilië  in 1889 onafhankelijk werd en het een federale staat werd, koos Rio de Janeiro op 29 juni 1892 een eigen wapen, dat werd ontworpen door Ricardo Honorato Teixeira de Carvalho.